# Спормаджоре
Спормаджоре (итал. Spormaggiore) — коммуна в Италии, располагается в провинции Тренто области Трентино-Альто-Адидже.
Население составляет 1254 человека (2008 г.), плотность населения составляет 42 чел./км². Занимает площадь 30 км². Почтовый индекс — 38010. Телефонный код — 0461.
В коммуне 8 сентября особо празднуется Рождество Пресвятой Богородицы.

## Демография
Динамика населения:

## Администрация коммуны
- Официальный сайт: https://web.archive.org/web/20100327140318/http://www.comune.spormaggiore.tn.it/sito/index.php